# Atoma (Band)
Atoma (Eigenschreibweise AtomA) ist eine schwedische Post-Rock-Band aus Stockholm, die im Jahr 2011 gegründet wurde.

## Geschichte
Die Band wurde im Jahr 2011 offiziell gegründet, nachdem sich die Doom-Metal-Band Slumber aufgelöst hatte. Bereits im Jahr zuvor wurde innerhalb von acht Wochen im Tonstudio The Panic Room unter der Leitung von Thomas „Plec“ Johansson Material für ein Debütalbum aufgenommen. Der Tonträger erschien 2012 über Napalm Records unter dem Namen Skylight. Für das Jahr 2013 war ein Auftritt auf dem ProgPower Europe geplant, jedoch wurde die Gruppe durch Dimaeon ersetzt.

## Stil
Melanie Aschenbrenner vom Metal Hammer ordnete Skylight dem Post-Rock zu, wobei es der Gruppe zum echten Post-Rock jedoch an Härte fehle. Das Intro des Albums erinnere an das „Geblubber von ZDF-Wissenschaftssendungen“, ehe es sich „zu einer Art Safri Duo“ verwandele. Das Titellied biete Gwar-Gesang, ehe ein Schnitt komme und die Gruppe wie Pink Floyd klinge. Das Schlagzeug auf dem Album klinge programmiert.

## Diskografie
- 2012: Skylight (Album, Napalm Records)